# Andrzej Zybała
Andrzej Mirosław Zybała (ur. 10 lipca 1966 w Głuchołazach) – polski politolog, doktor habilitowany nauk społecznych, profesor w Kolegium Ekonomiczno-Społecznym Szkoły Głównej Handlowej w Warszawie (SGH), gdzie pracuje od 2015 roku. Od 2018 roku pełni funkcję kierownika Katedry Polityki Publicznej SGH.
W latach 2009–2011 był zatrudniony w Krajowej Szkole Administracji Publicznej, a następnie w latach 2011–2015 w Collegium Civitas. Wcześniej pracował także w biznesie oraz w administracji publicznej. Zajmuje się następującymi zagadnieniami badawczymi: polityka publiczna (teorie, analizy działań zbiorowych, mechanizmy programowania i implementacji), stosunki pracy, rynek pracy, zarządzanie partycypacyjne, polityka gospodarcza, polityka społeczna, polityka zdrowotna, edukacja, zarządzanie publiczne, dialog społeczny i dialog obywatelski. 

## Życiorys
W latach 1986–1991 studiował filozofię na Uniwersytecie Warszawskim. Tytuł naukowy doktora (2007), a następnie doktora habilitowanego (2014) uzyskał w Instytucie Studiów Politycznych Polskiej Akademii Nauk. Rozprawę doktorską pt. Zarządzanie globalnymi dobrami publicznymi, poświęcił zagadnieniu dóbr publicznych w warunkach globalizacji, a książkę habilitacyjną Państwo i społeczeństwo w działaniu. Polityki publiczne wobec potrzeb modernizacji państwa i społeczeństwa – problematyce polityki publicznej. Analizował główne cechy tej polityki w Polsce, ilustrując przykładami z szeregu polityk branżowych – gospodarczych i społecznych. Przedstawił także kluczowe teorie w polityce publicznej.
W latach 1995–2011 założyciel i redaktor naczelny kwartalnika „Dialog. Pismo Dialogu Społecznego” (wydawca: Centrum Partnerstwa Społecznego „Dialog”). Czasopismo zostało poświęcone problematyce mechanizmów dialogu społecznego, stosunkom przemysłowym, polityce rynku pracy i polityce społecznej. Od 2018 roku redaktor naczelny kwartalnika „Studia z Polityki Publicznej” (wydawca: Kolegium Ekonomiczno-Społeczne SGH), które jest pierwszy polskim czasopismem akademickim skupionym na problematyce polityki publicznej.
Zaangażowany w szereg projektów badawczych i eksperckich z zakresu polityki publicznej, zarządzania publicznego, partnerstwa i dialogu społecznego. W SGH kieruje m.in. projektami finansowanymi przez Komisję Europejską („DIRECT – The Development of Direct Employee Participation and its Impact on Industrial Relations at Company Level” i „DIRECT II – Expanding and Improving Workplace Democracy as a Prerequisite for Humanising Labour and the Work Environment”). Wcześniej zarządzał projektami realizowanymi w Centrum Partnerstwa Społecznego „Dialog” działającym przy Ministerstwie Rodziny, Pracy i Polityki Społecznej.
Jest członkiem rady naukowej czasopisma naukowego „Zoon Politicon”, członkiem redakcji czasopisma „Społeczeństwo Obywatelskie. Badania. Praktyka. Polityka”, rady naukowo-programowej czasopisma „Energetyka-Społeczeństwo-Polityka. Półrocznik Interdyscyplinarny”, członkiem grupy recenzentów w kwartalniku „Zarządzanie Publiczne”, członkiem zarządu Polskiego Towarzystwa Polityki Publicznej oraz członkiem Stowarzyszenia Przyjaciół ATD Czwarty Świat.
Teksty akademickie publikował m.in. w czasopismach „Kultura i Społeczeństwo”, „Polityka Społeczna”, „Studia Polityczne”, „Prakseologia”, „Kwartalnik Trzeci Sektor”, „Zarządzanie Publiczne” oraz „European Journal of Industrial Relations”.
Napisał wiele artykułów publicystycznych m.in. w „Rzeczpospolitej”, „Gazecie Wyborczej”, „Obywatelu”, „Nowym Obywatelu” i „ThinkLetterze – Idee dla Polski” Kongresu Obywatelskiego. Komentuje wydarzenia publiczne, m.in. w TVP, Polsat News, radiowej Trójce i radiowej Jedynce. 

## Ważniejsze publikacje naukowe
- (2004) Globalna korekta. Szanse Polski w zglobalizowanym świecie. Wrocław: Wydawnictwo Dolnośląskie. ISBN 978-83-7384-117-8.
- (2007) Siła partnerstwa. Jak partnerstwa społeczne pomagają lokalnym środowiskom pokonywać problemy i sprostać wyzwaniom przyszłości. Warszawa: CPS „Dialog”. ISBN 978-83-926203-4-1.
- (2008) Rzeczpospolita partnerska. Czy w Polsce można zarządzać programami i politykami publicznymi w sposób partnerski? Warszawa: CPS „Dialog”. ISBN 978-83-926203-8-9.
- (2012) Polityki publiczne. Doświadczenia w tworzeniu i wykonywaniu programów publicznych w Polsce i w innych krajach. Warszawa: Krajowa Szkoła Administracji Publicznej. ISBN 978-83-61713-57-9.
- (2013) Państwo i społeczeństwo w działaniu. Polityki publiczne wobec potrzeb modernizacji państwa i społeczeństwa. Warszawa: Wydawnictwo Difin. ISBN 978-83-7641-846-9.
- (2016) Polski umysł na rozdrożu. Wokół kultury umysłowej w Polsce. W poszukiwaniu źródeł niepowodzeń części naszych działań publicznych. Warszawa: Oficyna Wydawnicza SGH. ISBN 978-83-8030-117-7.
- (2019) Zarządzanie i partycypacja pracownicza w Polsce. Od modelu folwarcznego do podmiotowości. Warszawa: Oficyna Wydawnicza SGH. ISBN 978-83-8030-295-2.